# Molinia
Molinia là một chi thực vật có hoa trong họ Hòa thảo (Poaceae).

## Loài
Chi Molinia gồm các loài: